# Silvano Gelli
Silvano Gelli (Prato, 26 febbraio 1951 – Prato, 12 gennaio 2014) è stato un calciatore italiano, di ruolo stopper.

## Carriera
Cresciuto nelle giovanili della Fiorentina, senza riuscire ad approdare in prima squadra, dopo quattro anni alla Torres in Serie C, milita in Serie B ininterrottamente dal 1974 al 1981 con le maglie di SPAL, Ternana e Lanerossi Vicenza per un totale di 208 presenze e 4 reti realizzate.

## Palmarès

### Club

#### Competizioni nazionali
- Campionato italiano Serie D: 1

Torres: 1971-1972 (girone F)